# 9-я танковая дивизия (вермахт)
9-я танковая дивизия (9. Panzer-Division) — тактическое соединение сухопутных войск вооружённых сил нацистской Германии. Принимала участие во Второй мировой войне. Сформированная в январе 1940 года на основе 4-й лёгкой дивизии.

## Боевой путь
В мае-июне 1940 года участвовала во Французской кампании.
В апреле 1941 года участвовала в захвате Югославии.
С 22 июня 1941 года — в операции «Барбаросса» в составе 14-го моторизованного корпуса 1-й танковой группы группы армий «Юг».
| № части                          | Pz I | Pz I (pio) | Pz II | Pz III (3,7 cm) | Pz III (5 cm) | Pz IV | PzBefWg I | PzBefWg III | 15 cm sIG (sfl) | Всего |
| -------------------------------- | ---- | ---------- | ----- | --------------- | ------------- | ----- | --------- | ----------- | --------------- | ----- |
| 33-й танковый полк               | 8    |            | 32    | 11              | 60            | 20    | 4         | 8           |                 | 143   |
| 86-й саперный батальон           |      | 11         |       |                 |               |       |           |             |                 | 11    |
| 705-я рота пехотных орудий (САУ) |      |            |       |                 |               |       |           |             | 6               | 6     |
| Всего                            | 8    | 11         | 32    | 11              | 60            | 20    | 4         | 8           | 6               | 160   |

Вела бои на Украине. Киевская операция (1941). 24 сентября 5-я кавалерийская дивизия 2-го кавалерийского корпуса перешла в наступление на юг в направлении Лохвицы, но там она встретилась с авангардом 9-й немецкой танковой дивизии и вынуждена была остановиться.
В 1942 году — в ходе операции «Блау» ведёт бои в районе Воронежа.
В 1943 году — в составе группы армий «Центр», в июле 1943 года бои на Курской дуге, осенью 1943 — бои на Украине (Кривой Рог).
В 1944 году — дивизия отведена во Францию. В декабре 1944 — участвовала в Арденнском наступлении.
В 1945 году — отошла на Рейн. В апреле 1945 — в Рурском котле. Остатки дивизии взяты в американский плен.

## Состав
В 1940 году:
- 33-й танковый полк (Panzer-Regiment 33)
- 9-я стрелковая бригада (Schützen-Brigade 9)
  - 10-й стрелковый полк (Schützen-Regiment 10)
  - 11-й стрелковый полк (Schützen-Regiment 11)
  - 59-й мотоциклетный батальон (Kradschützen-Bataillon 59)
- 102-й артиллерийский полк (Artillerie-Regiment 102)
- 9-й разведывательный батальон (Aufklärungs-Regiment 9)
- 50-й противотанковый дивизион
- 86-й сапёрный батальон (Pionier-Bataillon 86)
- 85-й батальон связи (Nachrichten-Abteilung 85)
- 60-й батальон снабжения (Versorgungstruppen 60)

В 1943 году:
- 33-й танковый полк (Panzer-Regiment 33)
- 10-й механизированный полк (Panzer-Grenadier-Regiment 10)
- 11-й моторизованный полк (Panzer-Grenadier-Regiment 11)
- 102-й артиллерийский полк (Panzer-Artillerie-Regiment 102)
- 9-й разведывательный батальон (Panzer-Aufklärungs-Abteilung 9)
- 50-й противотанковый артиллерийский дивизион (Panzerjäger-Abteilung 50)
- 287-й дивизион ПВО (Heeres-Flak-Artillerie-Abteilung 287)
- 86-й сапёрный батальон (Panzer-Pionier-Bataillon 86)
- 85-й батальон связи (Panzer-Nachrichten-Abteilung 85)
- 60-й батальон снабжения (Panzer-Versorgungstruppen 60)

## Командиры
- С 3 января 1940 — генерал-лейтенант Альфред фон Хубицки
- С 15 апреля 1942 — генерал-майор Йоханнес Бесслер
- С 4 августа 1942 — генерал-лейтенант Вальтер Шеллер
- С 22 июля 1943 — полковник Эрвин Йолассе (тяжело ранен)
- С 20 октября 1943 — генерал-майор Йоханнес Шульц (погиб в бою)
- С 28 ноября 1943 — генерал-майор Эрвин Йолассе
- С 16 сентября 1944 — генерал-майор Харальд фрайхерр фон Эльферфельдт (погиб в бою)
- С 6 марта 1945 — полковник Хельмут Цолленкопф

## Награждённые Рыцарским крестом Железного креста

### Рыцарский Крест Железного креста (56)
- Фриц Иванд, 15.05.1940 — оберстлейтенант, командир 1-го батальона 10-го стрелкового полка
- Эдвин-Оскар Дитц, 15.08.1940 — лейтенант, командир взвода 1-го батальона 11-го стрелкового полка
- Вильгельм Шмальц, 28.11.1940 — майор, командир 1-го батальона 11-го стрелкового полка
- Вальтер Горн, 20.04.1941 — майор, командир 1-го батальона 10-го стрелкового полка
- Альфред риттер фон Хубицки, 20.04.1941 — генерал-лейтенант, командир 9-й танковой дивизии
- Вильгельм фон Апелль, 14.05.1941 — генерал-майор, командир 9-й стрелковой бригады
- Виллибальд Боровиц, 24.07.1941 — оберстлейтенант, командир 10-го стрелкового полка
- Альфред Тикиль, 06.08.1941 — обер-фельдфебель, командир взвода 6-й роты 10-го моторизованного полка
- Хайнц Унгер, 04.09.1941 — капитан, командир 1-й роты 10-го стрелкового полка
- Теодор граф фон Шпонек, 12.09.1941 — полковник, командир 11-го стрелкового полка
- Ганс-Иоахим Кюнцель, 22.09.1941 — обер-лейтенант, командир 3-й роты 10-го стрелкового полка
- Курт Шпайдель, 22.09.1941 — обер-лейтенант, командир 2-й роты 86-го сапёрного батальона
- Георг Грюнер, 25.11.1941 — обер-лейтенант, командир 1-й роты 33-го танкового полка
- Франц-Йозеф Кохоут, 04.12.1941 — капитан, командир 2-го батальона 33-го танкового полка
- Ганс-Хеннинг Айхерт, 14.03.1942 — обер-лейтенант, командир 6-й роты 11-го стрелкового полка
- Алоиз Экерт, 03.08.1942 — фельдфебель, командир взвода 9-й роты 33-го танкового полка
- Иоахим Гутманн, 18.09.1942 — оберстлейтенант, командир 11-го моторизованного полка
- Герхард Виллинг, 07.03.1943 — майор, командир 2-го батальона 33-го танкового полка
- Генрих Хендрикс, 26.03.1943 — унтер-офицер, механик-водитель танка 9-й роты 33-го танкового полка
- Леопольд Лиль, 31.03.1943 — унтер-офицер, командир отделения 7-й роты 10-го моторизованного полка
- Вальтер Шеллер, 03.04.1943 — генерал-лейтенант, командир 9-й танковой дивизии
- Фриц Якоби, 03.04.1943 — обер-лейтенант резерва, командир 7-й роты 11-го стрелкового полка
- Вильгельм Штегер, 20.04.1943 — фельдфебель, командир взвода 6-й роты 10-го моторизованного полка
- Якоб Циммерманн, 31.07.1943 — капитан, командир 1-го батальона 10-го моторизованного полка
- Рудольф фон Бюнау, 08.08.1943 — капитан, командир 9-го разведывательного батальона
- Теодор Пюльтц, 10.08.1943 — лейтенант резерва, командир взвода 5-й роты 9-го разведывательного батальона
- Эрнст Метельманн, 22.08.1943 — капитан, командир 1-го батальона 11-го моторизованного полка
- Фридрих Бауэр, 13.09.1943 — капитан, командир 1-го батальона 33-го танкового полка
- Йоханнес Шульц, 19.09.1943 — полковник, командир 10-го моторизованного полка
- Фердинанд Вегерер, 08.10.1943 — унтер-офицер, командир взвода 1-й роты 10-го моторизованного полка
- Энгельберт Бокхофф, 18.11.1943 — капитан, командир 9-го разведывательного батальона
- Фридрих Расс, 30.11.1943 — капитан, командир 1-го батальона 11-го моторизованного полка
- Эвальд Краус, 26.03.1944 — майор, заместитель командира 102-го артиллерийского полка
- Макс Шперлинг, 06.04.1944 — оберстлейтенант, командир 11-го моторизованного полка
- Франц Эдтбауэр, 04.06.1944 — лейтенант резерва, командир 1-й роты 11-го моторизованного полка
- Хельмут Шарф, 20.07.1944 — ефрейтор 3-й роты 11-го моторизованного полка
- Эрих Пельц, 06.10.1944 — обер-фельдфебель, командир взвода 5-й роты 10-го моторизованного полка
- Гюнтер Шлемм, 06.10.1944 — капитан резерва, командир 1-го батальона 11-го моторизованного полка
- Якоб Мост, 23.10.1944 — фельдфебель, командир взвода 2-й роты 9-го разведывательного батальона
- Генрих Беннер, 27.10.1944 — капитан резерва, командир 2-го дивизиона 102-го артиллерийского полка
- Йозеф Гауглиц, 16.11.1944 — обер-лейтенант, командир 3-го батальона 33-го танкового полка
- Иоганн Райх, 29.11.1944 — оберстлейтенант резерва, командир 10-го моторизованного полка
- Альберт Шрёдер, 09.12.1944 — капитан резерва, командир 3-й батареи 287-го зенитно-артиллерийского дивизиона
- Харальд фрайхерр фон Эльферфельдт, 09.12.1944 — генерал-майор, командир 9-й танковой дивизии
- Франц Муттенталер, 11.12.1944 — фельдфебель, командир взвода 1-й роты 10-го моторизованного полка
- Герман Цюрнер, 28.12.1944 — обер-лейтенант резерва, командир 2-го батальона 10-го моторизованного полка
- Хайнц Михельсен, 18.02.1945 — капитан, командир 1-го батальона 11-го моторизованного полка
- Эрвин Штрассер, 05.03.1945 — обер-лейтенант, командир 5-й роты 33-го танкового полка
- Макс Трептау, 11.03.1945 — ефрейтор 3-й роты 86-го сапёрного батальона
- Карл Пфаннкухе, 17.03.1945 — майор, командир 2-го батальона 33-го танкового полка
- Йозеф Кнотцер, 23.03.1945 — майор, командир боевой группы 9-й танковой дивизии
- Генрих Фоутта, 23.03.1945 — капитан, командир 9-го разведывательного батальона
- Генрих Эрнст, 23.03.1945 — обер-фельдфебель, заместитель командира 2-й роты 9-го разведывательного батальона
- Генрих Пюттхер, 14.04.1945 — лейтенант резерва, командир роты 86-го сапёрного батальона
- Дитер Глэше, 17.04.1945 — обер-лейтенант, командир роты 11-го моторизованного полка
- Людвиг Бауэр, 29.04.1945 — лейтенант, командир 1-й роты 33-го танкового полка (награждение не подтверждено)

### Рыцарский Крест Железного креста с Дубовыми листьями (4)
- Вальтер Горн (№ 113), 17.08.1942 — оберстлейтенант, командир 59-го мотоциклетного батальона
- Фердинанд Вегерер (№ 483), 04.06.1944 — фельдфебель, командир взвода 1-й роты 10-го моторизованного полка
- Вильгельм Колер (№ 607), 04.10.1944 — капитан, ординарец и командир боевой группы 9-й танковой дивизии
- Харальд фрайхерр фон Эльферфельдт (№ 801), 23.03.1945 — генерал-майор, командир 9-й танковой дивизии

### Рыцарский Крест Железного креста с Дубовыми листьями и Мечами
- Вальтер Горн (№ 30), 08.06.1943 — полковник, командир 10-го моторизованного полка